# Ambanja (stad)
Ambanja is een plaats in Madagaskar gelegen in de regio Diana. De plaats telt 29.980 inwoners (2005).
Ambanja is gelegen aan de rivier Sambirano en is bereikbaar via de Route nationale 6.
Het is gelegen op 1200 kilometer afstand via de weg ten noorden van Antananarivo. Ook is er een vliegveld in de buurt en de kleine haven van Ankify.

## Foto's

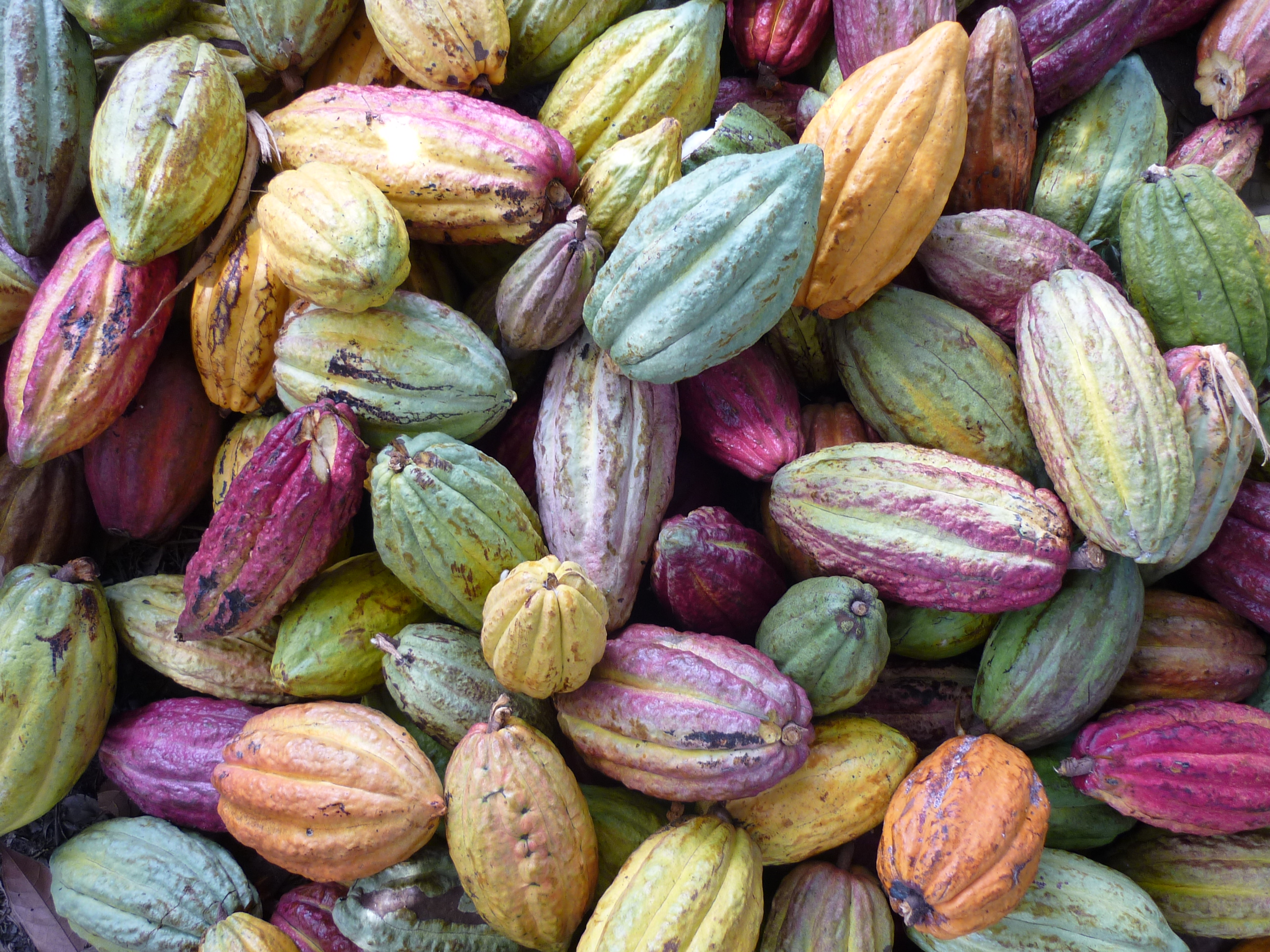
Verschillende soorten cacao

- Bibliothèque nationale de France: cb126513802 (data)
- Library of Congress Control Number: n92100431
- Nationale Bibliotheek van Israël: 987007533151205171
- Système universitaire de documentation: 050593447
- Virtual International Authority File: 149069225